# Sooty Valley
Das Sooty Valley (von englisch sooty ‚rußig, geschwärzt‘) ist ein Tal auf der Insel Heard-Insel im südlichen Indischen Ozean. Es liegt zwischen einer Seitenmoräne südöstlich der Brown-Lagune und niedrigen Kliffs am nordöstlichen Ende des Skua Beach.
Australische Wissenschaftler nahmen die Benennung des Tals vor.